# Marianka (Chełmo)
Marianka – przysiółek wsi Chełmo w Polsce położony w województwie łódzkim, w powiecie radomszczańskim, w gminie Masłowice.
W latach 1975–1998 przysiółek administracyjnie należał do województwa piotrkowskiego.